# Teresa Kotlarczyk
Teresa Kotlarczyk (ur. 10 października 1955 w Oświęcimiu) – polska reżyserka i scenarzystka filmowa.
Postanowieniem Prezydenta RP z dnia 18 października 2002, została odznaczona Złotym Krzyżem Zasługi za zasługi dla rozwoju Telewizji Polskiej.

## Filmografia

### Filmy
- Kalejdoskop (1986)
- Zakład (1990)
- Odwiedź mnie we śnie (1996)
- Prymas. Trzy lata z tysiąca (2000)

### Seriale
- Na dobre i na złe (1999–2006)
- Egzamin z życia (2005)
- Regina (2007–2008)
- Ukryta prawda (od 2012)

## Nagrody
- Nagroda na FPFF w Gdyni Honorowe wyróżnienie: 1990 Zakład